# Desensibilisering
Desensibilisering är en form av beteendeterapi för att bota fobier och andra psykiska störningar. Den består av att patienten under kontrollerade former utsätts för samma mentala stimuli som orsakar ångest. Till skillnad från chockterapi är inte desensibiliseringens stimuli anatomiska. 
Systematik desensibilisering, desensibilisering såsom terapi, utvecklades på 1950-talet på grundval av behaviorismens teori om betingning, och är en standardterapi vid vissa ångeststörningar. Desensibilisering är ett slags exponeringsterapi, vilket går ut på att bota posttraumatiskt stressyndrom, ångest, oro och fobier genom att exponera personen för vad som utlöser det. Samtidigt ska personen företa avslappningsövningar. Desensibiliseringen kan ske in vivo (i verkligheten) eller i fantasin och kan företas gruppvis eller individuellt.
En form av desensibilisering är ögonrörelseterapi som i lyckade fall gör personen mindre ångestfylld när den sedan exponeras för det ångestskapande stimulit. Ögonrörelseterapi innebär att personen får fokusera på en pendelliknande rörelse under vilken en sömnliknande tillstånd uppträder; under detta tillstånd anser förespråkare för terapiformen det vara lättare att frigöra information mellan nervbanor. 
En annan form är implosivterapi (eller flooding) som innebär att personen exponeras för detta stimuli i så hög grad att den till slut blir "mätt". Ett exempel på implosivterapi är att stänga in en person som har klaustrofobi i ett låst rum tills paniken går över.